# Silence S01
Il Silence S01 è uno scooter elettrico, prodotto dalla Scutum Logistics di Barcellona dal 2018; viene venduto anche come SEAT MÓ 125 (o SEAT MÓ eScooter 125) dalla casa automobilistica spagnola SEAT a partire dal dicembre 2020 grazie ad un accordo di badge engineering.

## Descrizione
Presentato all'EICMA nel novembre del 2017 il Silence S01 è stato il primo veicolo della Scutum Logistics ad adottare il nuovo marchio Silence che successivamente adotterà anche il modello S02 che veniva prodotto dal 2015. L'S01 entra in produzione nella primavera del 2018 nello stabilimento di Barcellona; in Italia viene importato dal 2020. La versione con marchio SEAT è stata dapprima presentata attraverso la diffusione di alcune immagini e dati tecnici on line a giugno 2021,  per poi debuttare al Milano Monza Open-Air Motor Show e contestualmente venendo venduta anche dalla casa automobilistica spagnola nei propri concessionari.
Il Silence S01 è uno scooter elettrico che rientra nelle normative di omologazione della categoria di motocicli con cilindrata di 125 cm³.
A spingere il veicolo c'è un motore elettrico posto sotto il vano della sella che sviluppa una potenza di 7 kW (con un picco in overboost di pochi secondi pari a 9 kW) e 120 Nm di coppia. Ad alimentalo c'è una batteria agli ioni di litio da 5,6 kWh removibile, dal peso di 37 kg, che può essere asportata dallo scooter come se fosse una valigia grazie al fatto che è dotata di maniglia telescopica e rotelle, per poi essere ricaricata separatamente. A livello prestazionale, lo scooter passa da 0 a 50 km/h in 3,9 secondi e arriva a una velocità massima autolimitata elettronicamente di 95 km/h; l'autonomia dichiarata è di circa 137 km. Gli pneumatici misurano 120/70-15 all'anteriori e 140/70-14 al posteriore. 
La ricarica completa viene effettuata in circa 5 ore da una presa domestica.